# Schloss Fredensborg

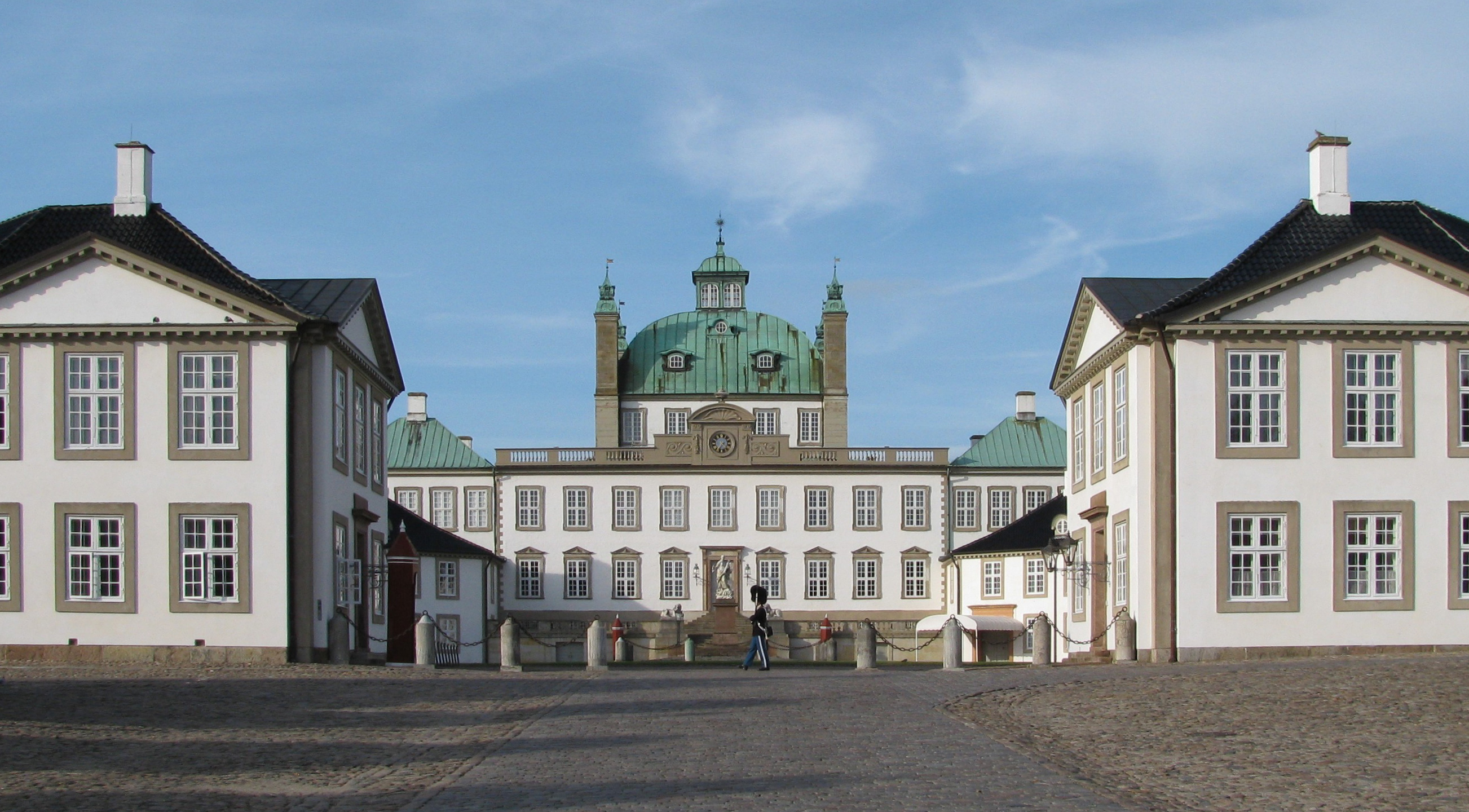
Schloss Fredensborg, Blick durch den Hof

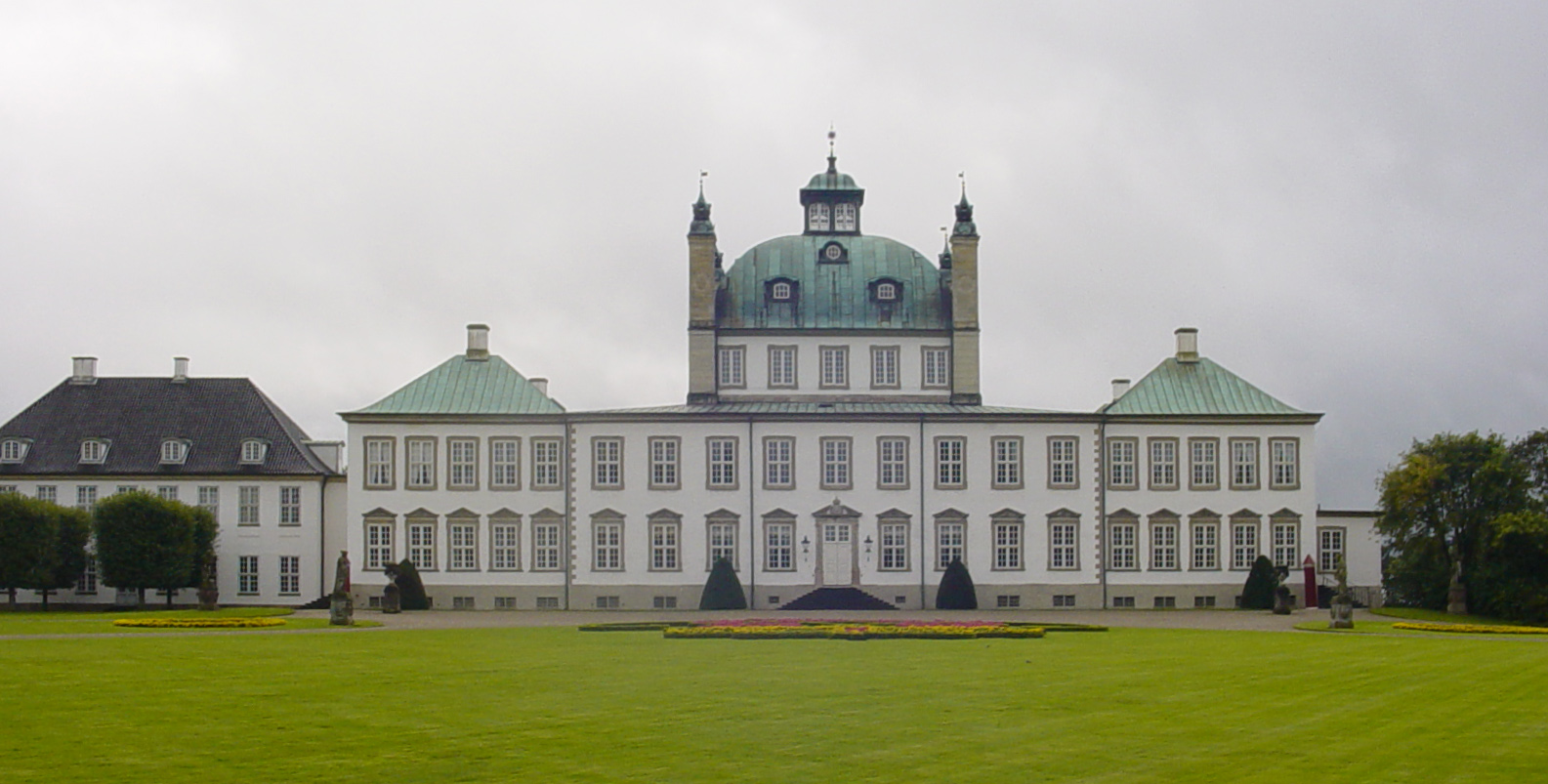
Schloss Fredensborg, die Gartenfassade

Schloss Fredensborg (Fredensborg Slot) liegt im Norden der Insel Seeland in Dänemark. Es gilt als ein Beispiel des nordischen Barock und als „dänisches Versailles“.

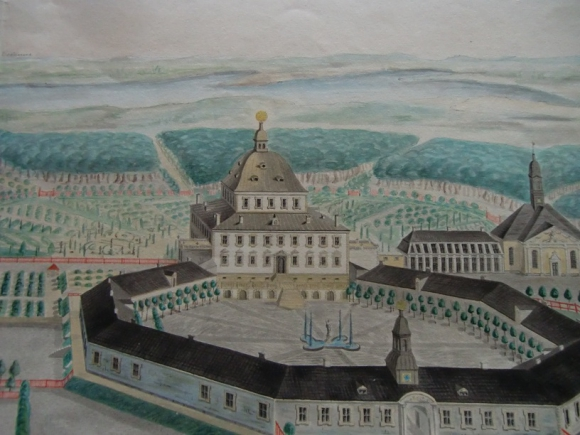
Schloss Fredensborg 1728

## Geschichte
Die Gegend um das heutige Schloss nutzte König Christian V. gerne für die Jagd. Sein Sohn Friedrich IV. ließ an der Stelle des damaligen Hofs Østrup zwischen 1720 und 1722 eine kleine Sommerresidenz und Jagdschloss erbauen. Architekt war der Hofgärtner Johan Cornelius Krieger. Das damals noch kleine Schloss besaß eine annähernd quadratische Grundfläche, hatte nur anderthalb Stockwerke und war mit einer Kuppel überwölbt. Der achteckige Platz vor dem Schloss wurde mit niedrigen Gebäuden für die Dienerschaft umgeben. Entsprechend dem französischen und italienischen Stil grenzte das Schlösschen direkt an den Garten, der bis zum Ufer des Esromsees reicht. Krieger legte den Barockgarten entlang der Jagdwege von Christian V. an. Der Name Fredensborg (Friedensschloss) soll an den zwischen Dänemark und Schweden geschlossenen Frieden nach Ende des Großen Nordischen Krieges erinnern.
Christian VI. und vor allem Friedrich V. ließen das Schloss erweitern. Das Hauptgebäude wurde um zwei Stockwerke erhöht und durch Seitenflügel ergänzt. Auch die Gebäude um den achteckigen Platz wurden aufgestockt. Fredensborg wurde Lieblingswohnsitz von Friedrich V. Hier heiratete er 1752 seine zweite Frau Juliane. Ab 1760 ließ er den angrenzenden Park von Nicolas-Henri Jardin neu gestalten. Nach seinem Tod wurde Fredensborg Julianes Witwensitz.
Unter Christian IX. wurde Fredensborg ein beliebter Ferienaufenthalt der europäischen Königsfamilien. Auch heute wird Schloss Fredensborg üblicherweise im Frühjahr und Herbst von der dänischen Königsfamilie bewohnt; ist die Familie anwesend, findet vor dem Schloss täglich die Wachablösung statt. Während die Innenräume nur im Juli für Führungen geöffnet werden, ist der Park ganzjährig zugänglich.
Prinz Henrik (1934–2018), Gemahl von Königin Margrethe II., starb am 13. Februar 2018 auf Schloss Fredensborg.

## Schlosskirche

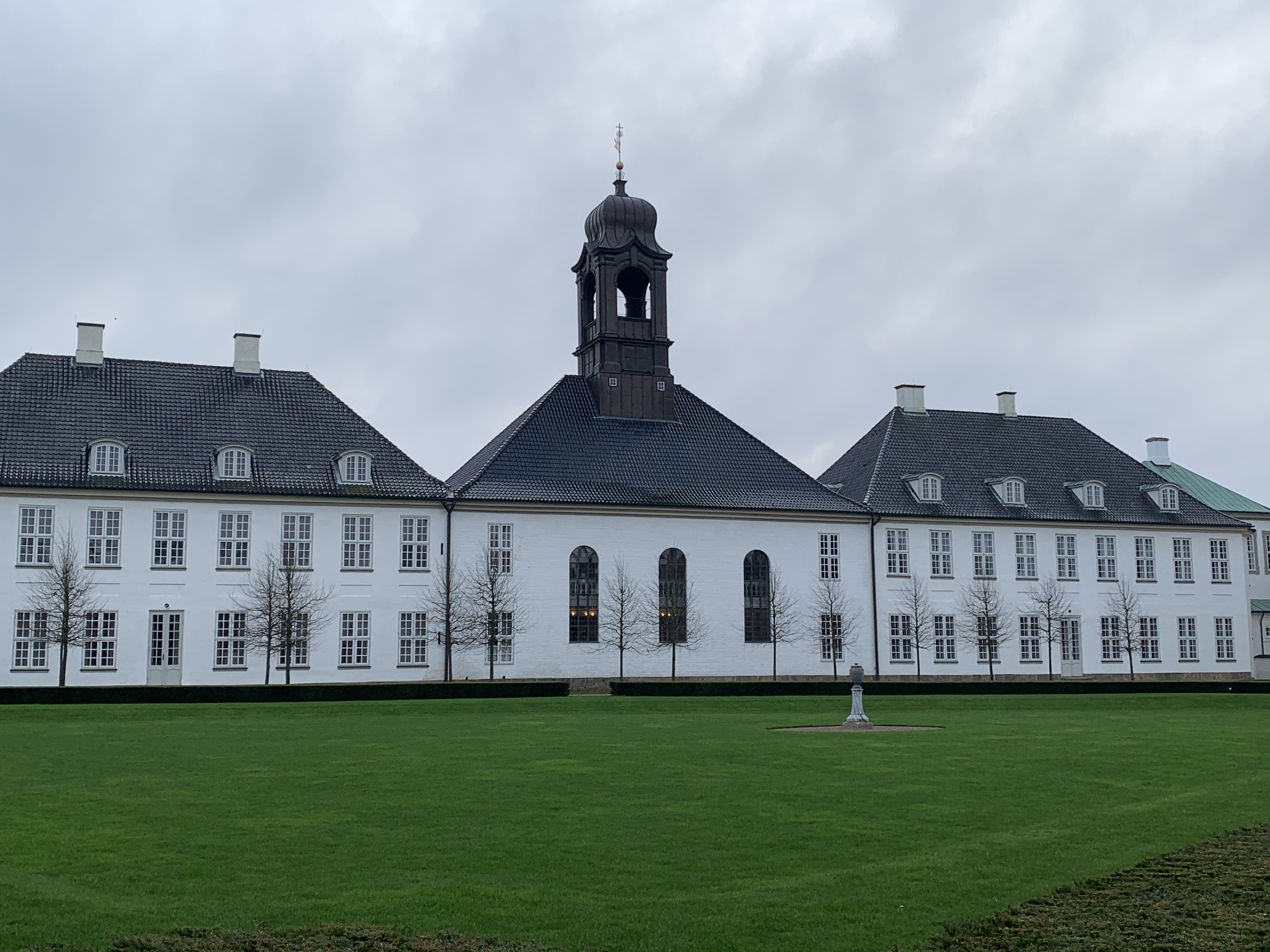
Die Schlosskirche von Fredensborg

1726 wurde das Schloss um die Schlosskapelle erweitert. Der Architekt war ebenfalls Johan Cornelius Krieger. Bei einigen der korinthischen Säulen sind die Akanthusblätter durch Elefantenstoßzähnen ersetzt, möglicherweise ein Hinweis auf den Elephantenorden. Die Kirche und ihre Ausstattung befinden sich heute noch weitgehend im Originalzustand. Hier wurden mehrere Mitglieder der Königsfamilie getauft, konfirmiert und getraut. In der Kirche findet am Sonntag der Gottesdienst der Kirchengemeinden Asminderød-Grønholt statt. Das Deckengemälde stammt von 2006.
Die Orgel der Schlosskirche wurde 1848 von der Orgelbaufirma Marcussen & Søn erbaut. Das Instrument hat 17 Register auf zwei Manualen und Pedal.
| I Hauptwerk C–f3 |              |        |
| 1.               | Bordoun      | 16′    |
| 2.               | Prinzipal    | 8′     |
| 3.               | Rohrflöte    | 8′     |
| 4.               | Oktav        | 4′     |
| 5.               | Quint        | 2 ⁄3′  |
| 6.               | Oktav        | 2′     |
| 7.               | Terz         | 1 3⁄5′ |
| 8.               | Mixtur II-IV |        |
| 9.               | Trompete     | 8′     |

| II Brustwerk C–f3 |          |    |
| 10.               | Gedackt  | 8′ |
| 11.               | Flöte    | 4′ |
| 12.               | Gämshorn | 2′ |
| 13.               | Oktav    | 2′ |

| Pedal C–d1 |         |     |
| 14.        | Subbass | 16′ |
| 15.        | Gedackt | 8′  |
| 16.        | Flöte   | 4′  |
| 17.        | Fagott  | 16′ |

## Park und Gärten

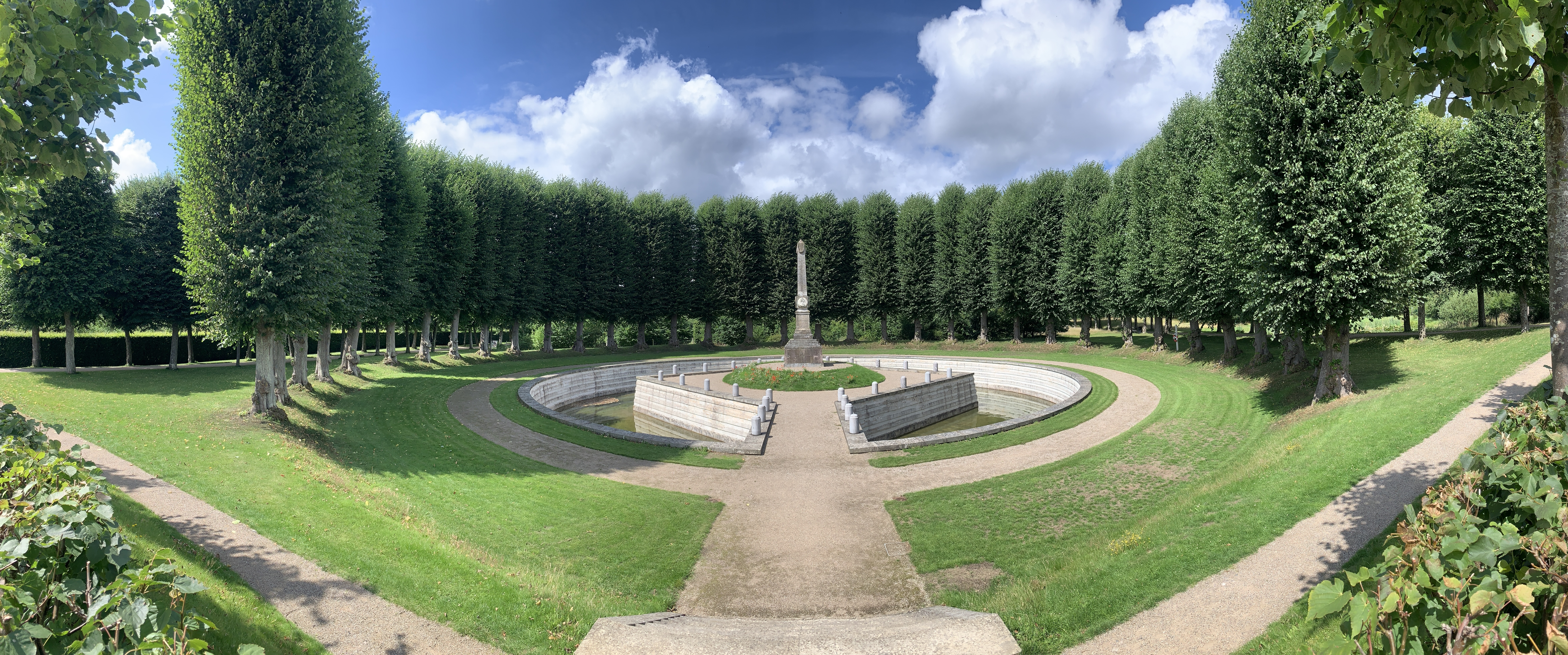
Der sog. Ballonplatz im Park

Der Schlosspark ist eine der größten historischen Gartenanlagen Dänemarks und wird als der bedeutendste Barockgarten des Landes angesehen. Er wurde ebenfalls durch Johan Cornelius Krieger entworfen und im 18. Jahrhundert erweitert und verändert. Die sternförmig vom Schloss ausgehenden langen, geraden Alleen wurden in den 1970er bis in die 1990er Jahre wiederhergestellt. Zwischen den Alleen befinden sich weite Gehölzareale, durch die gewundene Fußwege führen. Die meisten Skulpturen im Park stammen von Johannes Wiedewelt.
Bemerkenswert ist das sog. Nordmandsdalen (Tal der Nordmänner) mit etwa siebzig in konzentrischen Kreisen angeordneten Skulpturen, die norwegische und färöische Bauern und Fischer darstellen und ursprünglich von J. G. Grund geschaffen, am Ende der 1900er Jahre jedoch durch neue, veränderte Abgüsse ersetzt wurden.
Nach umfassenden Restaurierungsarbeiten wurde der Schlosspark im Jahr 2021 mit dem angesehenen Europa-Nostra-Preis ausgezeichnet, mit dem jedes Jahr herausragende Leistungen im Bereich der Erhaltung von Kulturerbe in Europa gewürdigt werden.
Der Park kann ganzjährig kostenlos besucht werden, die Bereiche in der Nähe des Schlosses sind allerdings für die königliche Familie reserviert und werden nur im Juli für die Öffentlichkeit geöffnet. Zu den eingeschränkt zugänglichen Anlagen gehören ein Küchengarten zur Versorgung des Schlosses und eine moderne, 1995 fertiggestellte Orangerie.